# Lingua a sonagli
Lingua a sonagli è il quarto ed ultimo singolo ad essere estratto dall'album Due parole, disco d'esordio della cantautrice catanese Carmen Consoli.

## Il brano
Lingua a sonagli è un pezzo rock melodico in cui la Consoli si prende una piccola vendetta nei confronti di chi le parlava alle spalle. Le parole della canzone sono, come sempre nello stile della cantante, ricercate e particolarmente efficaci. Il testo, come sempre molto ironico, è sarcastico e velenoso.